# UTC−5

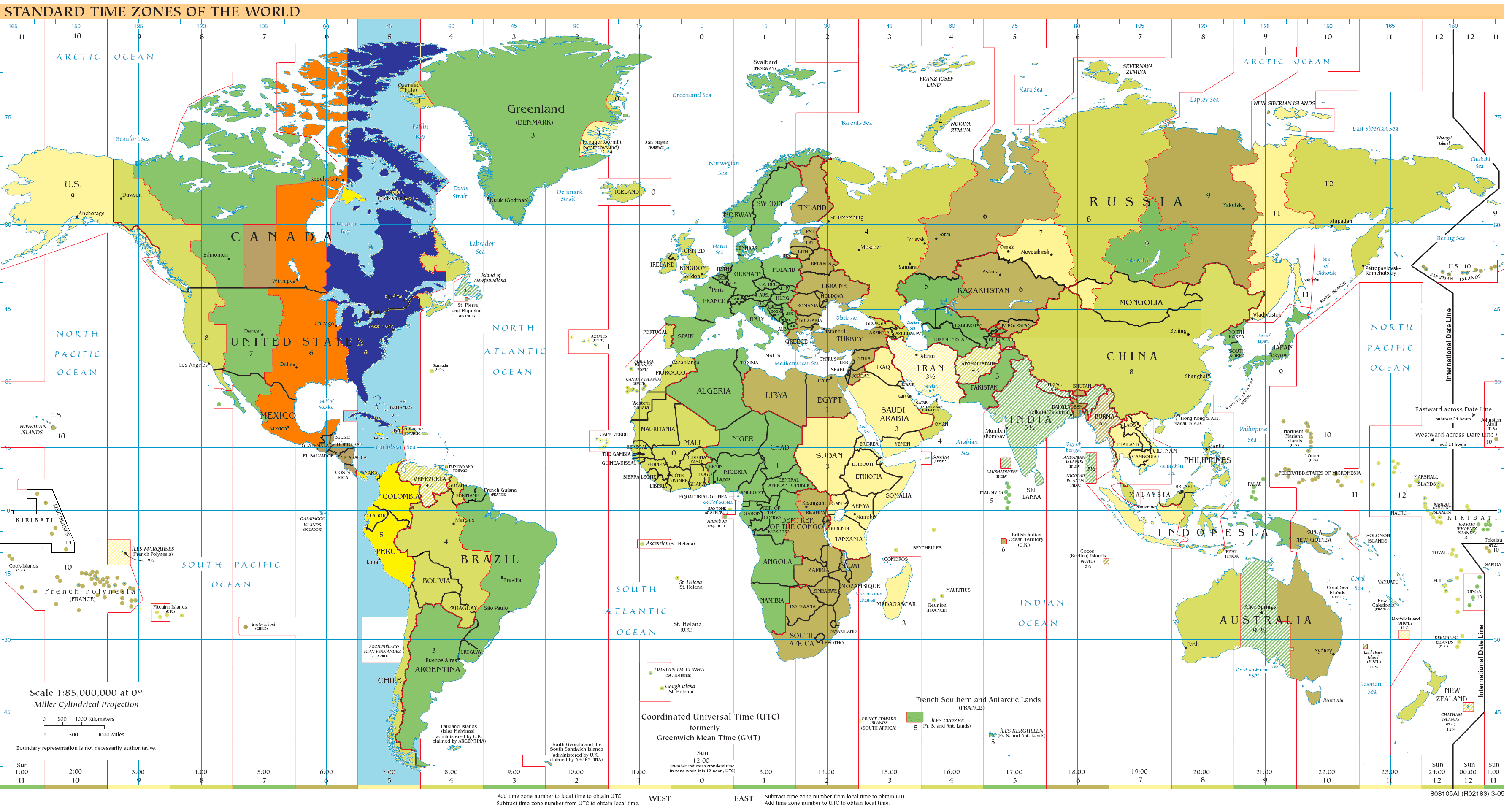
wintertijd
zomertijd
aan land, gehele jaar
op zee, gehele jaar

UTC−5 is een van de tijdzones die op het westelijk halfrond gebruikt worden. Het meest oostelijke punt van de zone ligt op het Canadese schiereiland Labrador, terwijl de zone naar het westen toe maximaal reikt tot 90° WL.

## Gebieden in de zone van UTC−5

### Gebieden die enkel in UTC−5 liggen
Landen en gebieden op het noordelijk halfrond (*) of het zuidelijk halfrond (**):
- Colombia
- Cuba*
- Haïti*
- Jamaica
- Kaaimaneilanden
- Paaseiland (Chili)
- Panama
- Peru
- Turks- en Caicoseilanden*

### Landen die in meerdere zones liggen
- Verenigde Staten en Canada (Eastern Standard Time, tevens Central Daylight Time)
- Ecuador
- Brazilië: Acre en het zuidwesten van Amazonas
- Mexico: Quintana Roo (staat)